# ولاد بورحمة (عامر السفلية)
ولاد بورحمة هي إحدى مشيخات المملكة المغربية، تتبع جغرافيا لإقليم القنيطرة وإداريًا لعامر السفلية. يقدر عدد سكانها بـ 7469 نسمة حسب الإحصاء الرسمي للسكان والسكنى لسنة 2004.